# Pointillé

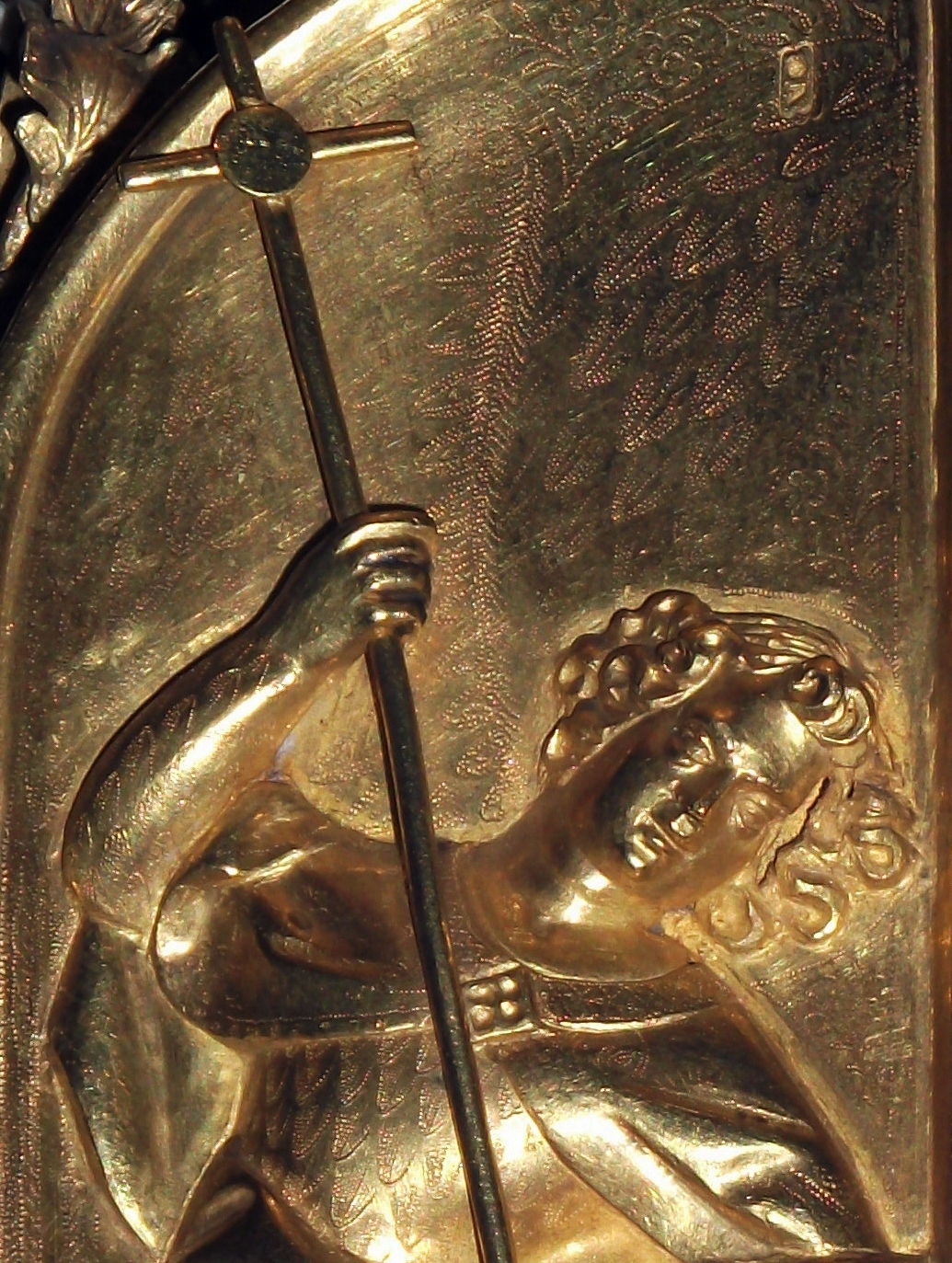
Ukázka pointillé na relikviáři s trnem z Kristovy koruny

Pointillé je dekorativní technika, při které se vzory tvoří na ploše pomocí děrovaných teček. Technika je podobná ražbě nebo rytí, ale provádí se ručně a nezařezává se do zdobeného povrchu. Pointillé se běžně používalo ke zdobení zbraní a brnění počínaje patnáctým stoletím. Relikviář s trnem z Kristovy koruny v Britském muzeu, vyrobený ve Francii na konci 14. století, má velmi jemnou a jemnou pointillé práci ve zlatě.